# فرودگاه سائو پائولو دلده الیونکولرسا
فرودگاه سائو پائولو دلده الیونکولرسا (به انگلیسی: São Paulo de Olivença Airport) (به زبان بومی: Aeroporto Senadora Eunice Micheles) یک فرودگاه همگانی مسافربری با کد یاتا OLC است که یک باند فرود آسفالت دارد و طول باند آن ۱۲۰۰ متر است. این فرودگاه در کشور برزیل قرار دارد و در ارتفاع ۱۰۲ متری از سطح دریا واقع شده است.

## شرکت‌های هواپیمایی و مقصدهای پروازی
No scheduled flights operate at this airport.